# Cayo Agua
Cayo Agua est une île des Keys, archipel des États-Unis d'Amérique situé dans l'océan Atlantique au sud de la péninsule de Floride. Elle est située dans les Lower Keys et relève administrativement du comté de Monroe.